# Ruthilde Boesch
Ruthilde Maria Anna Mercier-Boesch, geborene Klösterer, verheiratete Loibner (* 9. Jänner 1918 in Braunau am Inn als Ruthilde Maria Anna Klösterer; † 20. Jänner 2012 in Wien) war eine österreichische Opern-, Operetten-, Lied- und Konzertsängerin (Sopran) und Gesangspädagogin.

## Leben

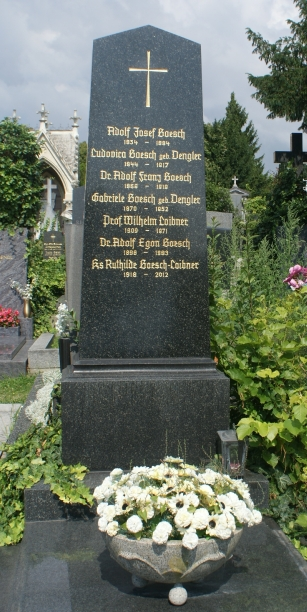
Grabstätte von Ruthilde Boesch (2016)

Ruthilde Boesch wurde am 9. Jänner 1918 als Tochter des Zahntechnikers Georg Klösterer (* 16. April 1874) und dessen Ehefrau, der Zahnarzttochter Anna (geborene Pokorni; * 15. April 1877), in Braunau am Inn geboren und am 23. Jänner 1918 auf den Namen Ruthilde Maria Anna getauft. Ihre Eltern hatten am 18. April 1899 geheiratet.
Sie wuchs in Mödling auf. Nach ihrer Schulzeit studierte sie Gesang an der Wiener Musikakademie u. a. bei Fritzi Lahr-Goldschmied, Alfred Jerger, und Judith Hellwig. Meisterkurse absolvierte sie bei Helene Wildbrunn und ein intensives Rollenstudium bei dem Mozart-Dirigenten Josef Krips.
Von 1945 bis 1971 war die Sopranistin, „deren Hauptbedeutung auf dem Fachgebiet der Koloratursoubrette zu suchen ist“, Ensemblemitglied der Wiener Staatsoper. Dort wirkte sie in insgesamt 387 Auftritten und in 38 verschiedenen Rollen mit. Mit Vorliebe verkörperte die Künstlerin die wichtigsten Partien des Mozart-Fachs: die Königin der Nacht und Papagena (Die Zauberflöte), Susanna (Die Hochzeit des Figaro), Blondchen (Die Entführung aus dem Serail), Despina (Così fan tutte) etc. Hervorzuheben sind noch ihre Rollen der Cloe in Pique Dame, der Olympia in Hoffmanns Erzählungen, der Zerbinetta in Ariadne auf Naxos sowie der Luciete in Die vier Grobiane, um nur einige der vielen zu nennen. 1949 sang sie bei den Salzburger Festspielen unter Wilhelm Furtwängler in der Zauberflöte den zweiten Knaben, im gleichen Jahr bei den Bregenzer Festspielen das Blondchen in Die Entführung aus dem Serail.
Ruthilde Boesch trat auf den meisten großen Bühnen dieser Welt auf. Zahlreiche Konzerte und Gastspiele führten sie u. a. durch Europa, in die USA, in den Nahen Osten, nach Australien, Süd- und Nordamerika sowie Japan (wo sie eine Zeitlang lebte), begleitet von ihrem zweiten Ehemann, dem Staatsoperndirigenten Prof. Wilhelm Loibner. Mit ihm zusammen machte sie fünf Welttourneen.
1968 wurde sie zur österreichischen Kammersängerin ernannt.
Nach Beendigung ihrer aktiven Karriere widmete sich die Sängerin, deren Liebe auch der Operette galt, der Lehrtätigkeit. Als Gesangspädagogin hat sie Geschichte geschrieben. Zu ihren Schülern zählten Edita Gruberová sowie Edith Mathis, Eva Lind, Genia Kühmeier, Theresia Aranowski, Marika Lichter, Sewan Salmasi, Ute Ziemer, Arno Raunig, Sandra Schwarzhaupt, Kateřina Sokolová-Rauer, Marelize Gerber,  ihr Sohn Christian Boesch und ihr Enkelsohn Florian Boesch.
Aus ihrer Ehe mit A. E. Boesch hatte Ruthilde Boesch die Söhne Wolfgang Boesch (* 1939, Schriftsteller) und Christian Boesch.
Kurz nach ihrem 94. Geburtstag starb Boesch am 20. Jänner 2020 in Wien und wurde am 27. Jänner 2020 am Grinzinger Friedhof beerdigt (Gruppe 6, Reihe 4, Nr. 4). Auf dem Grabstein wird sie als Ks Ruthilde Boesch-Loibner erwähnt.

## Ehrungen
- Österreichische Kammersängerin (1968)
- Ehrenring der Wiener Staatsoper
- Silbernes Ehrenkreuz für Wissenschaft und Kunst

## Diskografie (Auswahl)
- La Bohème
- Die Zauberflöte
- Der Schauspieldirektor
- Die Frau ohne Schatten
- Eine Nacht in Venedig
- Die Fledermaus
- Echo eines Sangeslebens (CD zum 80. Geburtstag)